# Airblue
Airblue là một hãng hàng không tư nhân Pakistan. Hãng này có trụ sở ở tầng 12 của Islamabad Stock Exchange Towers tại Islamabad, Pakistan. Đây là hãng hàng không lớn thứ nhì Pakistan và chiếm 30% thị phần hàng không nội địa quốc gia này. Airblue cung cấp dịch vụ bay thường lệ với 30 chuyến bay mỗi ngày tới 4 điểm nội địa và các điểm quốc tế với Dubai, Abu Dhabi, Sharjah, Muscat và Manchester. Hãng này đã vận chuyển 1,4 triệu lượt khách nội địa trong năm tài chính 2006-2007. Căn cứ chính của hãng đóng ở sân bay quốc tế Jinnah International, Karachi.

## Đội tàu bay
Hãng này có các máy bay sau: